# Calamovilfa gigantea
Calamovilfa gigantea là một loài thực vật có hoa trong họ Hòa thảo. Loài này được (Nutt.) Scribn. & Merr. mô tả khoa học đầu tiên năm 1901.

## Hình ảnh

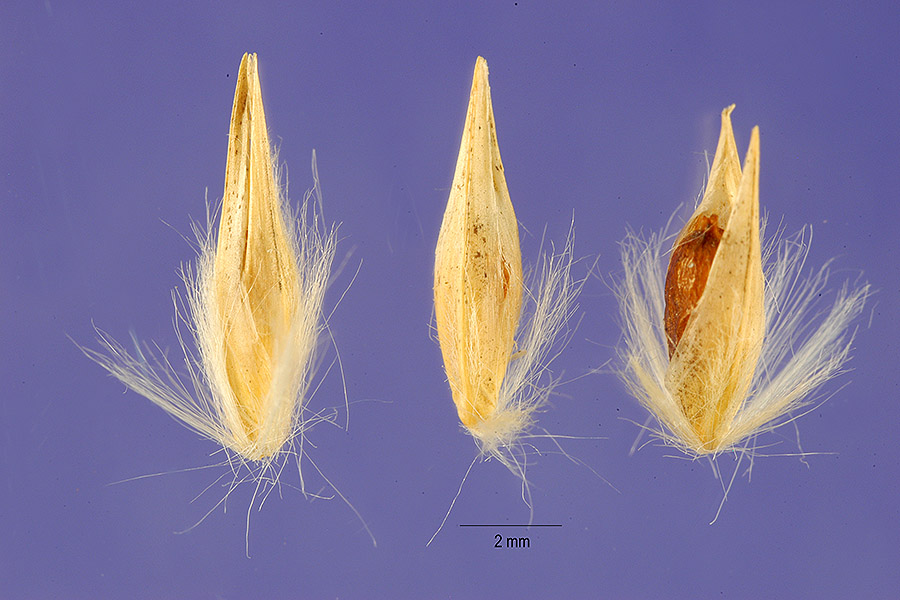